# Солёноозёрный сельсовет
Солёноозёрный сельсовет — сельское поселение в Ширинском районе Хакасии.
Административный центр — село Солёноозёрное.

## История
Статус и границы сельского поселения установлены Законом Республики Хакасия от 7 октября 2004 года № 63 «Об утверждении границ муниципальных образований Ширинского района и наделении их соответственно статусом муниципального района, сельского поселения»

## Население
| 2002 | 2010 | 2012 | 2013 | 2014 | 2015 | 2016 |
| ---- | ---- | ---- | ---- | ---- | ---- | ---- |
| 686  | ↗736 | ↘718 | ↘716 | ↘696 | ↘689 | ↘686 |
| 2017 | 2018 | 2019 | 2020 | 2021 |      |      |
| ↘679 | ↘678 | ↘659 | →659 | ↘580 |      |      |

## Состав сельского поселения
В состав сельского поселения входит один населённый пункт — село Солёноозёрное.

## Местное самоуправление
Администрация
с. Солёноозёрное, К. Маркса,  42
Глава администрации
- Никитин Александр Павлович